# فنسنت كوبوس
فنسنت كوبوس (بالفرنسية: Vincent Cobos)‏ هو لاعب كرة قدم فرنسي، ولد في 4 مارس 1965 في ستراسبورغ في فرنسا. لعب مع نادي ستراسبورغ.

## وصلات خارجية
- فنسنت كوبوس على موقع قاعدة بيانات كرة القدم.إي يو (الإنجليزية)